# 森代海伊
森代海伊，是匈牙利诺格拉德州所辖的一个村。总面积10.04平方公里，总人口1618，人口密度161.2人/平方公里（2011年1月1日）。